# Jaime Arango Correa
Jaime Arango Correa (Armenia, Colombia, 15 de enero de 1953) es un artista plástico colombiano. Sus obras entran dentro del informalismo matérico, el arte povera, el expresionismo abstracto y la abstracción geométrica. Su obra se caracteriza por ser pintura matérica con uso predominante del óleo, la arena, el cemento y los materiales de desperdicio como el cartón, el metal y los clavos. Francisco Gil Tovar (indispensable historiador, profesor y periodista del arte colombiano durante la segunda mitad del siglo XX), describe su obra de la siguiente manera: "La pintura colabora de modo decisivo en el logro de calidades y entonaciones en quienes se emplean en el ensamble expresivo de materiales de desperdicio; así, en Carlos Rojas (1933) de la serie "Umbrales" o en Jaime Arango (1953) cuando rinden culto a la estética de lo viejo en sus ensamblajes recientes." En la obra de Arango ha sido predominante la influencia del pintor catalán Antoni Tàpies y habiendo vivido en Espña durante los primeros años de su carrera artística, se vio envuelto en grandes movimientos internacionales del arte informal de los años 60.

## Biografía
Nació en Armenia, Quindío, hijo del ingeniero colombiano Jaime Arango Moreno y la colombiana Ione Correa Calle, matrimonio del cual nacieron otro hijo y una hija. Su padre falleció en un accidente de automóvil cuando el artista tenía 2 años de edad. Su madre se casó nuevamente con el poeta y abogado antioqueño Jorge Montoya Toro, quien falleció en 1989, cuando el artista tenía 36 años de edad. De este último matrimonio nacieron otro hijo y otra hija. Se casó y tuvo dos hijos.
Una vez terminó sus estudios en la Escuela de Bellas Artes de Medellín y en el SENA, su tía empresaria, Carola Calle, decidió impulsarlo proponiéndolo como estudiante en el taller del artista plástico David Manzur, quien le sugirió que fuera a España para seguir sus estudios y quien más tarde lo impulsó para exponer en la Galería Diners (1984). Arango fue a Barcelona, en donde continuó sus estudios con el Grupo Experimental de Barcelona (1979). Ese mismo año inició su carrera internacional exponiendo en el XVIIII Premio Internacional de Dibujo de la Fundación Joan Miró Centre d’Estudis d’Art Comtemporani y en la V Bienal de Pintura de la ciudad de Zamora. Seguidamente concluyó sus estudios en el Instituto de Bellas Artes de Madrid (1980).
Al volver a Colombia siguió labrando su trayectoria artística. En 1978 ingresó al II Salón Regional de Artes Visuales del Museo de la Universidad de Antioquia; en 1980 expuso en la Bienal de Arte de Medellín en la Cámara de Comercio de Medellín; a sus 28 años (1981) expuso por primera vez junto al artista colombiano Alejandro Obregón en la Galería Tayrona de Cartagena; en 1984 fue seleccionado en el Centro de Convenciones Gonzalo Jiménez de Quesada para la exposición 40 Artistas Colombianos; en 1985 fue seleccionado para el Salón de Arte Joven Medalla Marta Traba  tras el impulso que los artistas colombianos Carlos Rojas y Edgar Negret dieron al artista en la Galería Negret; en 1992 participó en el V Salón Regional de Artistas y el XXXIV Salón Nacional de Artistas; en 1998 participó en el XXXVII Salón Museo de Arte Moderno, Primeros Premios Salones Nacionales 1940 -1998, entre otros.
Paralelamente continuó representando a su país en eventos como ARCO Feria Internacional de Arte Contemporáneo de Madrid (1996) y AMA Museo de Arte de las Américas en Washington D. C.

#### Taller Experimental
En 1994 abrió las puertas de su estudio para educar a nuevos artistas como parte del proyecto cultural de Luz Marina Raad en Cinema Paraíso en Usaquén, lo cual atribuyó a marcar la localidad como una zona de producción cultural importante en su momento. Más tarde su estudio se convertiría en el Taller de Arte o Taller Experimental de Artes Plásticas.
El Taller Experimental de Arango ha cambiado de sede en varias ocasiones y sigue funcionando hoy en día. El taller ha formado a más de 60 artistas plásticos que hoy en día representan al país en el mundo.

#### Colombia - Italia
A partir de 2012, el artista colombiano tomó la iniciativa de llevar a los artistas de su taller al extranjero, encontrando terreno fértil en Italia, país en el cual sigue realizando proyectos hasta la actualidad. A raíz de las frecuentes representaciones nacionales del Taller Experimental de Arango en Italia, en el 2011 fundó junto a la curadora italiana Bianca Laura Petretto el Movimiento Artístico Internacional Errantes, al cual se adhirieron artistas italianos. En el 2015 afianzaron su movimiento en el Museo Vittoriano de Roma en ocasión de Roma Verso Expo y Expo Milán 2015 en donde representaron por primera vez de manera oficial a Colombia, con el respaldo de su embajada en Roma.
Otras representaciones en Italia incluyen eventos como OPEN 18, Exposición Internacional de Escultura e Instalación curada por Paolo De Grandis, exposición en la que se han presentado artistas como Yoko Ono, Emilio Vedova, Richard Long, Niki de Saint-Phalle, César, Arman, Beverly Pepper, Keith Haring, Julian Schnabel, y Dennis Hopper

#### Residencias
En el 2013 fue Coordinador Académico de la Residencia Internacional para Artistas Italia Colombia en el ámbito del proyecto Errantes, en el B&B Art Museo de Arte Contemporáneo (Cerdeña) y en Fabbrica (Gambettola), Italia.

## Obra
En los primeros años de trayectoria su obra tuvo fuertes influencias del surrealismo y el dadaísmo. Sin embargo, su obra en general ha oscilado entre el informalismo matérico, el arte povera, el expresionismo abstracto, y la abstracción geométrica.
La obra de Arango se ha desarrollado alrededor de varias temáticas. Su primera etapa exploró temáticas como la pintura animalista, la pintura de marinas y el paisajismo. Sin embargo, temas como la muerte, lo erótico, lo sacro, lo simbólico y las sillas, tocan casi toda su producción pictórica hasta la actualidad.

## Técnica
La técnica de Arango cuenta en su mayoría con materiales de desecho, arena y óleo.

"El pintor antioqueño Jaime Arango Correa se ha caracterizado por obras tectónicas en arenas y tierras, acompañadas de elementos extraños, como telas de jean, maderos, cuerdas, clavos y láminas metálicas de colores negros, ladrillos y ocres, y en las cuales las texturas cumplen una función predominante".
Jaime Iván Gutiérrez Vallejo 

«Sombras y Templos: Jaime Arango Correa» (2006)

Revista Colombiana de Psiquiatría, vol. 35, no.1, pg.4.

## Estudios
- 1974 – Escuela de Bellas Artes, Medellín, Colombia.
- 1977 – SENA, Medellín, Colombia.
- 1979 – Grupo Experimental de Barcelona, España.
- 1980 – Instituto de Bellas Artes de Madrid, Taller Libre, Madrid, España.

## Exposiciones Colectivas
- 2017 – B&B Art Museo di Arte Contemporanea, Nomadismi, Cagliari, Italia.
- 2016 – Centro de Artes Sungsan, Bienal de Escultura de Changwon, Changwon, Corea del Sur.[39][40]
  - B&B Arte Museo di Arte Contemporanea, Medit Erranti, Cagliari, Italia.
- 2015 – Museo Centrale del Risorgimento, Roma Verso Expo. Representación Oficial del Pabellón Colombia Jaime Arango Correa y los Errantes, Roma, Italia.[41][42]
  - Hilton Molino Stucky, OPEN18 Esposizione Internazionale di Sculture ed Installazioni, Venecia, Italia.
  - Espacio Poliedro, Blinkart 2, San Marino, República de San Marino.
  - Espacio Poliedro, Blinkart, San Marino, República de San Marino.
  - B&B Art Museo de Arte Contemporáneo, Territorios Mecánicos, Caligari, Italia.
- 2014 – B&B Art Museo de Arte Contemporáneo, Cosi Lontano Cosi Vicino… Artistas Errantes, Cagliari, Italia.
  - B&B Art Museo de Arte Contemporáneo, Errantes, Cagliari, Italia.
  - Galería Otros 360°, Convergencias, Bogotá, Colombia.[43][44]
- 2013 – B&B Art Museo de Arte Contemporáneo, Isole Altrove, Cagliari, Italia.
  - Fabbrica Centro Polifuncional dedicado al Arte y a la Cultura, Erranti, Boloña, Italia.[35]
  - Fundación Matamoros, Galería El Nogal, Bogotá, Colombia.
  - B&B Art Museo de Arte Contemporáneo, Amaci, Giornata del Contemporaneo Erranti, Cagliari, Italia.[45][46]
  - B&B Art Museo de Arte Contemporáneo, Nomas, Cagliari, Italia.
- 2012 – B&B Art Museo de Arte Contemporáneo, Ítaca, Cagliari, Italia.
  - Fabbrica Centro Polifuncional dedicado al Arte y a la Cultura, Erranti, Boloña, Italia.
- 2010 – Galería El Nogal, Bogotá, Colombia.
- 2009 – Fundación Corazón Verde, Parque de la 93, Formarte. Exposición Colectiva Cajas, Bogotá, Colombia.[47][48]
  - ARTBO Feria Internacional de Arte de Bogotá, Galería Alonso Garcés, Bogotá, Colombia.
- 2007 – Fundación Corazón Verde, Parque de la 93, Equusarte. Exposición Colectiva Caballos, Bogotá, Colombia.[49]
- 2006 – Fundación Menorah y Galería Alonso Garcés, Bogotá, Colombia.
- 2005 – Fundación Corazón Verde, Plaza de Bolívar, Animarte, Exposición Colectiva Mariposas, Bogotá y otras ciudades de Colombia.[50]
- 2004 – Galería El Museo, Bogotá, Colombia.
  - Museo de Arte Moderno, Galería Beatriz Esguerra Art, Navidarte, Bogotá, Colombia.
- 2002 – Galería Durban Segnini, Miami, U.S.A.
  - Fundación Menorah y Galería Alonso Garcés, Bogotá, Colombia.
- 2001 – Galería Mesa Fine Art, Miami, U.S.A.
- 2000 – Galería Durban Segnini, Miami, U.S.A.
- 1998 – XXXVII Salón Museo de Arte Moderno, Primeros Premios Salones Nacionales 1940 -1998, Bogotá, Colombia.
- 1997 – Galería El Museo, Homenaje a Carlos Rojas, Bogotá, Colombia.
- 1996 – ARCO Feria Internacional de Arte Contemporáneo, Madrid, España.
- 1995 – Cámara de Comercio de Medellín, Colombia.
  - Galería Garcés Velásquez, Platos de Artistas, Bogotá, Colombia.
- 1993 – Weinstein Gallery, San Francisco, U.S.A.
- 1992 – V Salón Regional de Artistas, Bogotá, Colombia.
  - XXXIV Salón Nacional de Artistas, Bogotá, Colombia.
- 1991 – Galería El Museo, Homenaje al Pintor Antonio Barrera, Bogotá,  Colombia.
- 1990 – Galería Iber Arte, Bogotá, Colombia.
- 1985 – Museo de Arte Moderno La Tertulia, Salón de Arte Joven Medalla Marta Traba, Cali, Colombia.
  - Galería Elida Lara, Barranquilla, Colombia.
  - Galería Casa Negret, Bogotá, Colombia.[21]
- 1984 – Centro de Convenciones Gonzalo Jiménez de Quesada, 40 Artistas Colombianos, Bogotá, Colombia.
  - Galería de Arte Diners, Bogotá, Colombia.[14]
- 1982 – International House, Nueva Orleans, U.S.A.[51]
  - Art Imports Inc., Nueva Orleans, U.S.A.
- 1981 – Galería Tayrona, Cartagena, Colombia.[19]
  - Galería Skandia, Cartagena, Colombia.
  - The Armas Gallery, Miami, U.S.A.[52]
- 1980 – Galería Extensión Cultural de Bolívar, Cartagena, Colombia.
  - Bienal de Arte de Medellín, Cámara de Comercio, Medellín, Colombia.[18]
- 1979 –  XVIIII Premio Internacional de Dibujo, Fundación Joan Miró Centre d’Estudis d’Art Comtemporani, Barcelona, España. 
  - Seo de Urgell, Barcelona, España.
  - V Bienal de Pintura Ciudad de Zamora, España.
- 1978 – II Salón Regional de Artes Visuales, Museo Universidad de Antioquia, Medellín, Colombia.
- 1977 – Galería Laberinto, Medellín, Colombia.

## Exposiciones Individuales
- 2014 – Galería To Be, Blinkart 2, Cremona, Italia.
- 2013 – Galería To Be, Blinkart, Cremona, Italia.
- 2012 – Galería M’Arte, Segni Erotici, Génova, Italia.[53][54][55]
  - Fabbrica Centro Polifuncional dedicado al Arte y a la Cultura, Sedie, Boloña, Italia.[56]
  - B&B Art Museo de Arte Contemporáneo, Arango e Shunga, Cagliari, Italia.[57]
- 2005 – Galería Arte Consultores, Bogotá, Colombia.
- 2004 – Galería Alonso Garcés, Bogotá, Colombia.[58]
- 2002 – Galería Mesa Fine Art, Miami, U.S.A.
- 1999 – AMA Museo de Arte de las Américas, Washington D. C., U.S.A.
- 1998 – Galería Origen, Bogotá, Colombia.[59]
- 1997 – Galería Garcés Velásquez, Bogotá, Colombia.
- 1996 – Galería Garcés Velásquez, Bogotá, Colombia.
- 1993 – Galería Garcés Velásquez, Bogotá, Colombia.
- 1989 – Galería Arte Autopista, Medellín, Colombia.[60]
- 1985 – Galería Casa Negret, Bogotá, Colombia.[21]
- 1980 – Galería Finale, Medellín, Colombia.[15]
- 1979 – Galería Banco Cantábrico, Salamanca, España.[61]
- 1978 – Sala Biblioteca Facultad de Comunicación Social UPB (Univ. Pontificia Bolivariana) Medellín, Colombia.
  - Galería Hoffmann, Bogotá, Colombia.[62]
- 1976 – Casino Turístico, Medellín, Colombia.
- 1974 – Extensión Cultural de Cartagena, Colombia.

## Publicaciones
- 2016 – Catálogo Jaime Arango Correa, AINAS, Monografía 6, 09, 2016. Cerdeña, Italia.[38]
  - Aínas Magazine N.º 2, 09, 2016. OPEN Corea, pg. 48. Cerdeña, Italia.[63]
  - Ainas Magazine N.º 1, 07, 2016. Achille Bonito Oliva, pg. 69 The Couple. Cerdeña, Italia.[64]
  - Catálogo Erranti, AINAS, Monografía 3, 07, 2016. Cerdeña, Italia.[65]
- 2015 – Catálogo OPEN18 Exposición Internacional de Escultura e Instalación, Venecia, Italia.[66]
- 2012 – Catálogo Jaime Arango Correa, Cagliari, Italia.
- 2011 – Jordán, Olga Lucía. Retratos de Artistas, Revista Mundo, no. 38 - 39, p. 29.
- 2006 – Gutiérrez Vallejo, Jaime Iván. Sombras y templos: Jaime Arango Correa, Revista Colombiana de Psiquiatría, vol. 35, no. 1, p. 4.
- 1997 – Gil Tovar, Francisco. Colombia en las Artes. Colombia: Biblioteca Familiar Presidencia de la República. p. 351.[67]
- 1996 – Catálogo de Artistas ARCO. Feria Internacional de Arte Contemporáneo, Madrid, España.
- 1992 – Catálogo XXXIV Salón Nacional de Artistas, Bogotá, Colombia.
- 1985 – Portada para el Libro del Poeta León de Greiff, Tergiversaciones, Bogotá, Colombia.
  - Portada Revista Diners, año XXI no. 188.